# Vester Torup
Vester Torup – miasto w Danii, w regionie Jutlandia Północna, w gminie Jammerbugt.